# Ortillon
Ortillon é uma comuna francesa na região administrativa de Grande Leste, no departamento de Aube. Estende-se por uma área de 8,02 km². Em 2010 a comuna tinha 24 habitantes (densidade: 3 hab./km²).